# Američki lešinari
Američki lešinari (jastrebovi novog svijeta, američki strvinari, lat. Cathatridae) je porodica ptica iz reda Jastrebovki. Ponekad se, pogrešno, cijela ova porodica  naziva i kondorima. Žive u toplim do umjerenim područjima obje Amerike. Uključuje pet vrsta strvinara i dvije vrste kondora. S izutetkom roda Cathartes, svi drugi rodovi su monotipični.
Američki lešinari nisu blisko srodni s porodicom strvinara starog svijeta, iako su izgledom vrlo slični. Sličnost tih dviju porodica rezultat je konvergentne evolucije. Razdvojili su se u vrijeme neogena.
Strvinari se uglavnom hrane lešinama mrtvih životinja. Pri tome, američki lešinari imaju vrlo dobro razvijeno osjetilo mirisa koje im pomaže u nalaženju strvine, dok strvinari starog svijeta nalaze hranu isključivo osjetilom vida. Jedno od obilježja većine strvinara je gola glava, bez perja.

## Taksonomija
Iako ptice ove porodice imaju mnogo sličnosti sa strvinarima starog svijeta, tradicionalno svrstanim u red sokolovki, nisu s njima blisko srodni. Njihova velika sličnost rezultat je konvergentne evolucije.
I američki lešinari su tradicionalno bili smještani u zasebnu porodicu unutar reda sokolovki. No, krajem 20. stoljeća neki ornitolozi su na temelju kariotipa, morfoloških osobina i ponašanja utvrdili da su bliže srodni rodama. Slijedom toga, neki autoriteti ih smještaju u red rodarica s rodama i čapljama; Silbey i Monroe (1990.) su ih kao potporodicu uključili u porodicu roda. No, to je kritizirano kao pretjerano pojednostavljenje, a suvremeni genski dokazi to opovrgavaju. Polazeći od navedenog, sve je prisutniji trend da ih se izdvoji u zaseban red Cathartiformes, niti sa strvinarima, niti s rodama niti s čapljama. Popis Američkog ornitološkog društva za Sjevernu Ameriku za 2007. godinu ponovo vraća Cathartidae na vodeće mjesto u red sokoloviki (Falconiformes), a u skici popisa za Južnu Ameriku ista institucija navodi za Cathartidae da je njihov položaj nesiguran, nejasan, rađe nego da ih smjesti u bilo koji drugi red.
Naziv Cathartidae potiče od grčke riječi za "čišćenje". 

## Vanjske poveznice
- Popis sjevernoameričkih ptica  Arhivirana inačica izvorne stranice od 28. travnja 2007. (Wayback Machine) 2007-04-09 izdavač: American Ornithologists' Union
- New World vulture videos on the Internet Bird Collection
- New World Vulture sounds on xeno-canto.org

### Ostali projekti
|  | Zajednički poslužitelj ima stranicu o temi Cathartidae    |
|  | Zajednički poslužitelj ima još gradiva o temi Cathartidae |
|  | Wikivrste imaju podatke o taksonu Cathartidae             |